# Kapčiamiestis

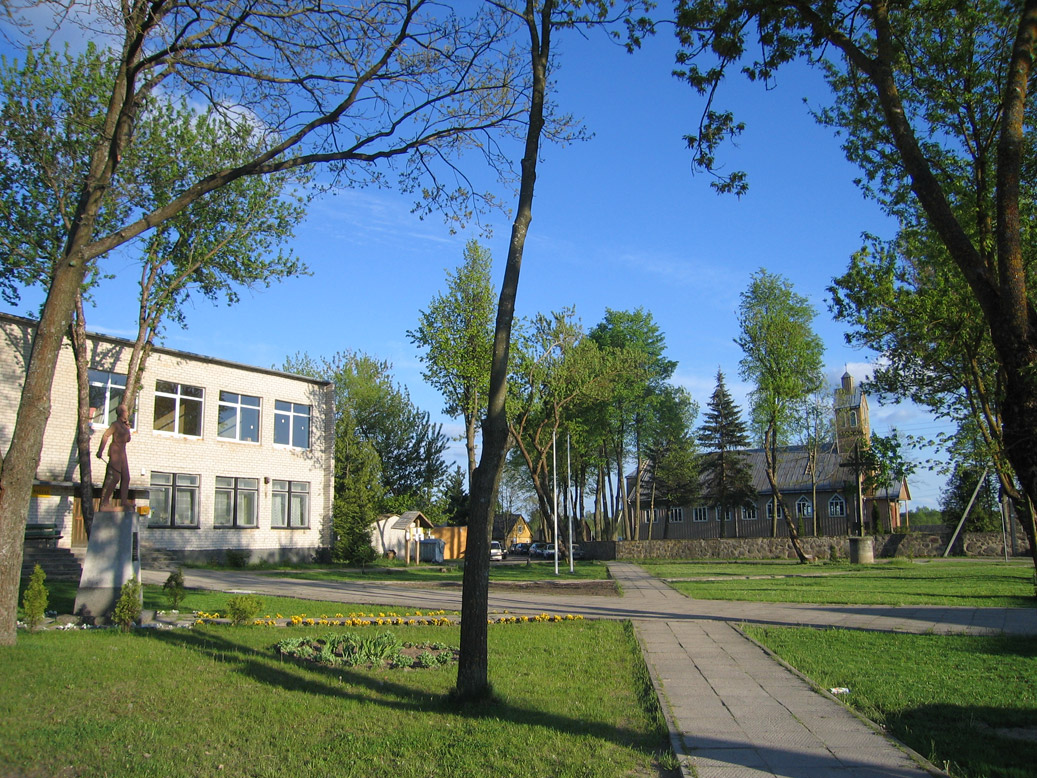
Hauptplatz von Kapčiamiestis

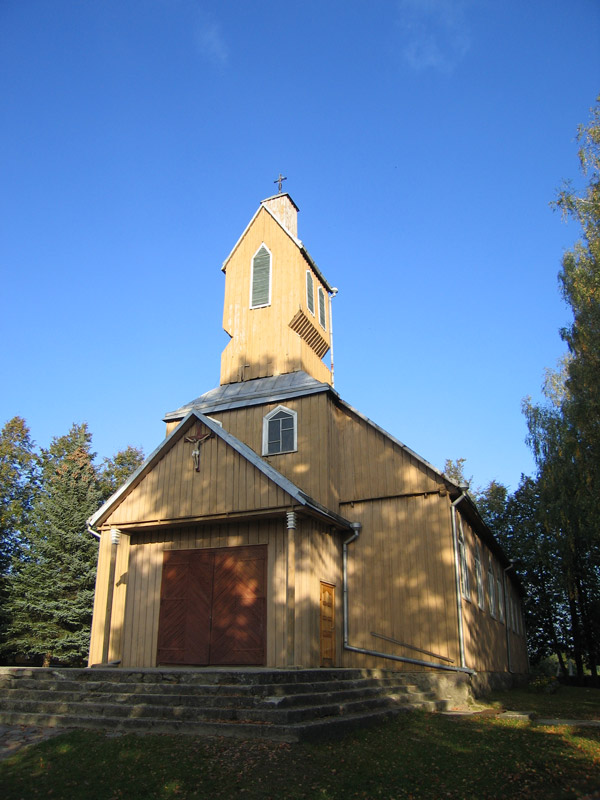
Kirche von Kapčiamiestis

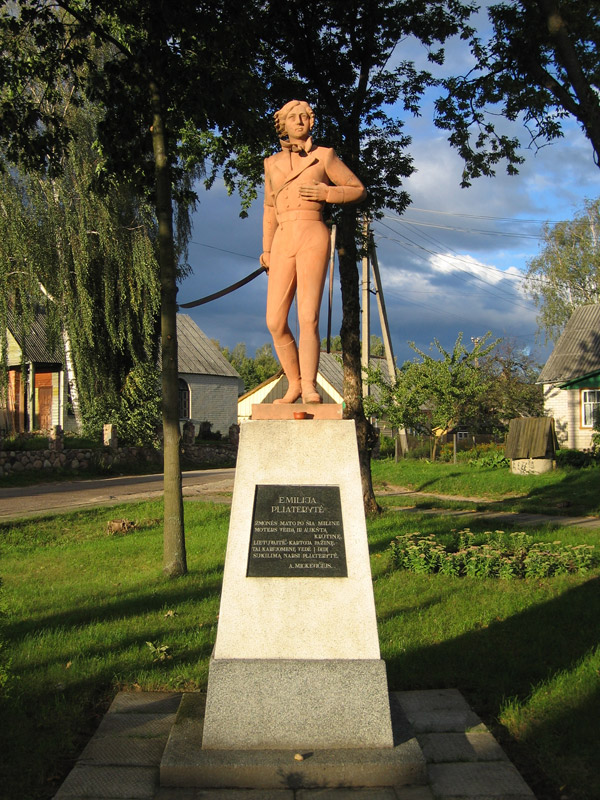
Denkmal für Emilia Plater

Kapčiamiestis, polnisch Kopciowo, (deutsch, 18. Jahrhundert: Methenburg) ist ein kleines Städtchen (miestelis) in der Rajongemeinde Lazdijai im äußersten Süden Litauens, im Region Dzūkija, unweit der polnischen und der belarussischen Grenze. Im Jahr 2011 zählt das Städtchen 589 Einwohner.

## Geschichte
Die Siedlung wurde im 16. Jahrhundert gegründet. 1516 übergab polnisch-litauischer Herrscher Sigismund II. Augustus ein Waldgebiet an Sidoras Kapočius, wo er einen Gutshof gründete. Danach erweiterte sich an diesem auch ein Dorf.
Kapčiamiestis als ein Städtchen entwickelte sich im 19. Jh. durch seine Lage an wichtigen Verbindungsstraßen nach Suwałki und Grodno zu einem überlokalen Marktort. Heute befindet sich das in einer waldreichen Gegend gelegene Städtchen am Ufer der Baltoji Ančia (Weiße Ančia) in einem toten Winkel.
Die jüdische Gemeinde von Kapčiamiestis umfasste in der Zwischenkriegszeit etwa 50 Familien, darunter 18 Handwerker und 9 Ladenbesitzer (= alle Läden von Kapčiamiestis). Fast alle wurden am 15. September 1941 in ein Lager bei Lazdijai gebracht und am 3. November 1941 erschossen.
In Kapčiamiestis befindet sich das Grab der polnisch-litauischen Gräfin und Freiheitskämpferin Emilie Plater (Emilija Pliaterytė) (1806–1831).

## Persönlichkeiten
- Veronika Povilionienė (* 1946), litauische Sängerin
- Česlovas Sasnauskas (1867–1916), litauischer Komponist, Organist, Chordirigent